# Куинн, Эд
Артур Эвард «Эд» Куинн (англ. Arthur Edward "Ed" Quinn; род. 26 февраля 1968, Беркли, Калифорния, США) — американский актёр, известный своими ролями в телевизионных сериалах «Эврика», «Две девицы на мели» и «Однажды за один раз».

## Ранняя жизнь
Куинн родился в Беркли, штат Калифорния. Помимо Эда в семье было ещё трое детей брат Дозеф и сёстры Лиззи и Мэри. Учился в местной средней школе Святой Марии и в 1991 году получил степень бакалавра истории в Калифорнийском университете. В университете был членом студенческого братства Alpha Delta Phi и играл в регби.

## Карьера
После окончания учёбы работал фотомоделью в Париже, Милане и Барселоне. Дебютировал как актёр в 1999 году на телевидении. Играл в эпизодах сериалов «Дарма и Грег», «Военно-юридическая служба», «C.S.I.: Место преступления» и многих других, пока наконец не получил одну из главных ролей эксцентричного учёного Нейтана Старка в научно-фантастическом проекте канала Syfy Universal «Эврика».
В 2012 году сыграл главную роль в фэнтезийном боевике Луи Морно «Оборотень: Зверь среди нас».

## Личная жизнь
С 2008 года женат на Хизер Кортни-Куинн (англ. Heather Courtney Quinn).

## Фильмография
| Год       |    | Русское название                    | Оригинальное название                       | Роль                         |
| --------- | -- | ----------------------------------- | ------------------------------------------- | ---------------------------- |
| 2000      | с  | Дарма и Грег                        | Dharma & Greg                               | Ставрос                      |
| 2001—2002 | с  | Расследование Джордан               | Crossing Jordan                             | Тайлер                       |
| 2003      | с  | Жизнь с Бонни                       | Life with Bonnie                            | Рок Бенсон                   |
| 2004      | ф  | Звёздный десант 2: Герой Федерации  | Starship Troopers 2: Hero of the Federation | капрал Джо Грифф             |
| 2004      | с  | Как сказал Джим                     | According to Jim                            | Даг                          |
| 2004      | с  | Военно-юридическая служба           | JAG                                         | Саймон Танвер                |
| 2004      | с  | C.S.I.: Место преступления          | CSI: Crime Scene Investigation              | Том Каннингем                |
| 2005      | с  | За что тебя люблю                   | What I Like About You                       | Джек                         |
| 2005      | ф  | Дом мёртвых 2                       | House of the Dead 2                         | лейтенант Джейк Эллис        |
| 2005—2006 | с  | C.S.I.: Место преступления Нью-Йорк | CSI: NY                                     | Фрэнки Мала                  |
| 2006—2012 | с  | Эврика                              | Eureka                                      | Нейтан Старк                 |
| 2009      | с  | Настоящая кровь                     | True Blood                                  | вампир Стэн Бейкер           |
| 2010      | с  | Отчаянные домохозяйки               | Desperate Housewives                        | Брент Фергюсон               |
| 2011      | с  | Морская полиция: Лос-Анджелес       | NCIS: Los Angeles                           | Джастин Марчетти             |
| 2012      | ф  | Оборотень: Зверь среди нас          | Werewolf: The Beast Among Us                | Чарльз, охотник на оборотней |
| 2012      | с  | Касл                                | Castle                                      | Гэбриел Уинтерс              |
| 2012      | тф | Знамение Судного дня                | The 12 Disasters of Christmas               | Джозеф                       |
| 2014      | с  | Плохая судья                        | Bad Judge                                   | Чед Форбс                    |
| 2015      | с  | Фальсификация                       | Faking It                                   | Хэнк Роденфельд (отец Эми)   |
| 2015      | ф  | Морские котики против зомби         | Navy Seals Vs. Zombies                      | лейтенант Пит Каннингем      |
| 2015—2016 | с  | Любовницы                           | Mistresses                                  | доктор Алек Адамс            |
| 2016—2017 | с  | Две девицы на мели                  | 2 Broke Girls                               | Рэнди Уолш                   |
| 2018—2020 | с  | Однажды за один раз                 | One Day at a Time                           | Макс Ферраро                 |
| 2019      | ф  | Наше последнее лето                 | The Last Summer                             | отец Гриффина                |
| 2020      | ф  | Американский пирог: Девчонки рулят  | American Pie Presents: Girls' Rules         | Кевин                        |